# 勝詩
勝詩（かつし、1979年3月1日（46歳））は日本の男性シンガーソングライター。香川県小豆郡出身。故郷の小豆島への想い、人や自然への感謝の想いがこめられた歌詞を特徴とする。

## 経歴
中学時代、CHAGE and ASKAに憧れる。BEGINの影響を受け、2003年10月に活動開始。
2007年、“Katsushi island tour 2007”～Healing & Peaceful～と題し、関西・関東・四国・沖縄・台湾・ハワイのライブハウス・カフェにてツアーを行う。
2008年、第二回河島英五音楽賞最優秀作品賞受賞。
2010年、Vanilla Sky Recordsよりデビュー。活動拠点を東京へ。
2014年、活動拠点を東京から大阪へ。
2016年、「小豆島とのしょう町ふるさと応援大使」の委嘱を受ける。
2017年、小豆島国際ホテルを貸し切り「あずき男とすいか男のオリーブフェス」を主催。

## 主な作品
自主制作CD（オリーブアイランドミュージック）
- 1stフルアルバム『L'ile』（2006年発売）
- 1stシングル『free style』（2007年発売）
- 2ndフルアルバム『Heart of olivean』（2008年発売）
- ミニ・アルバム『七色の町』（2016年発売）
- ベスト・アルバム『MADE IN SHODOSHIMA』（2017年発売）

ミニ・アルバム
- 『Brand New Ocean』（2010年・Vanilla Sky Records 販売元：JAPAN MUSIC SYSTEM）
- 『Big Summer Smile』（2011年・Vanilla Sky Records 販売元：JAPAN MUSIC SYSTEM）

フル・アルバム
- 『Mother Land & Father Sky』（2012年・Vanilla Sky Records 販売元：JAPAN MUSIC SYSTEM）

## 主な出演
- 「メデキケ」 Music Japan TV - 2009年1月
- 「ドリーマーズ」西日本放送テレビ - 2009年6月
- 「いまこれTV」西日本放送テレビ - 2009年7月
- 「24時間テレビ 「愛は地球を救う」」西日本放送テレビ
  - 2007年8月/2008年8月/2009年8月/2016年8月/2017年8月
- 「NNN Newsリアルタイム」西日本放送テレビ
  - 2009年10月/2010年1月・3月

## タイアップ
- J:COM 高槻CMソング楽曲提供 「こちらJ:COM高槻です」
  - J:COM 高槻 - 2007年
- 「波乗りラジオWeek End Fever Part3～まんぷくたいぷ」エンディングテーマソング
  - 西日本放送ラジオ - 2007年～
- 恋人の聖地認定 小豆島観光スポット"エンジェルロード" 公式イメージソング
  - 「エンジェルロード～天使の散歩道」 - 2009年2月〜
- 「ふるさと」
  - 西日本放送テレビ『RNC news every.』エンディングテーマ（2010年7月1日 - 9月30日）
- 「ひこうき雲」
  - 西日本放送テレビ『RNC news every.』エンディングテーマ（2016年3月28日 - 7月4日）
- 「遥かなる空へ」
  - 西日本放送テレビ『RNC news every.』エンディングテーマ（2023年7月3日 - )